# Чанчжэн-3C
Чанчжэ́н 3C или CZ-3C (кит. трад. 長征三號丙, упр. 长征三号丙, пиньинь Chángzhēng san hào bǐng, палл. Чанчжэн сань хао бин, буквально Чанчжэн 3С) — ракета-носитель Китайской Народной Республики серии «Чанчжэн». Имеет три ступени и два навесных разгонных блока с жидкостным ракетным двигателем.
Ракета разработана на базе модели CZ-3B, имеет промежуточные значения показателя полезной нагрузки между CZ-3A и CZ-3B.

## История запусков
| Дата (UTC)      | Полезная нагрузка                                | Место запуска | Результат |
| --------------- | ------------------------------------------------ | ------------- | --------- |
| 25 апреля 2008  | Ретрансляционный спутник связи Тяньлянь 1-01     | Сичан         | Успех     |
| 14 апреля 2009  | Навигационный спутник серии «Бэйдоу-2» Компас-G2 | Сичан         | Успех     |
| 16 января 2010  | Навигационный спутник серии «Бэйдоу-2» Компас-G1 | Сичан         | Успех     |
| 2 июня 2010     | Навигационный спутник серии «Бэйдоу-2» Компас-G3 | Сичан         | Успех     |
| 1 октября 2010  | Лунный спутник «Чанъэ-2»                         | Сичан         | Успех     |
| 31 октября 2010 | Навигационный спутник серии «Бэйдоу-2» Компас-G4 | Сичан         | Успех     |
| 11 июля 2011    | Ретрансляционный спутник связи Tianlian 1-02     | Сичан         | Успех     |
| 24 февраля 2012 | Навигационный спутник серии «Бэйдоу-2» Компас-G5 | Сичан         | Успех     |
| 25 июля 2012    | Ретрансляционный спутник связи Тяньлянь 1-03     | Сичан         | Успех     |
| 25 октября 2012 | Навигационный спутник серии «Бэйдоу-2» Компас-G6 | Сичан         | Успех     |
| 23 октября 2014 | Лунный спутник «Чанъэ-5Т1»                       | Сичан         | Успех     |
| 30 марта 2015   | Навигационный спутник серии «Бэйдоу-3» BDS I1-S  | Сичан         | Успех     |
| 1 февраля 2016  | Навигационный спутник серии «Бэйдоу-3» BDS M3-S  | Сичан         | Успех     |
| 22 ноября 2016  | Ретрансляционный спутник связи Тяньлянь 1-04     | Сичан         | Успех     |